# 加伊多·加兹达诺夫

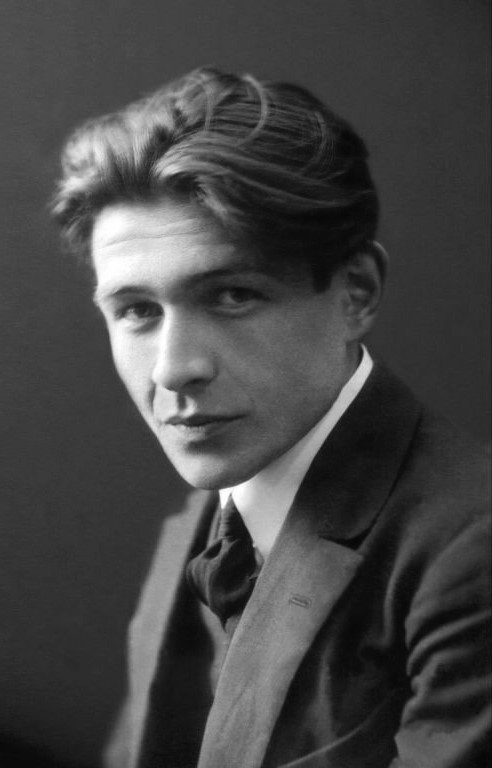
加伊多·加兹达诺夫

加伊多·加兹达诺夫（1903年12月6日—1971年12月5日）是一位俄罗斯作家，他具有奥塞梯人血统。加兹达诺夫在俄国内战期間是俄国白军的一員。俄国白军戰敗後，他流亡法國巴黎，並在雷诺工廠內謀生。他也當過出租車司機。1926年，加兹丹诺夫在法国出版了自己的俄文小说。此後即使加兹丹诺夫已經熟練掌握法語，他依然用俄文寫小說。加兹达诺夫後來在第二次世界大战德占法国军事管辖区參與法國抵抗運動。 1953年，他成為自由欧洲电台／自由电台的一位编辑。  1971年在慕尼黑去世。